# Освалд Дејнс
Освалд Дејнс (енгл. Oswald Danes) измишљени је лик у британској научнофантастичној телевизијској серији Торчвуд, спинофу дугогодишње серије Доктор Ху, који је тумачио Бил Пулман. Освалд је промовисан као један од пет нових главних ликова који ће се придружити Торчвуду у четвртом серијалу Дан чуда (2011) као део нове копродукције између британске мреже BBC One и њених америчких финансијера на Америчкој премијум телевизијској мрежи Starz. Пулман се свеукупно појављује у осам од десет епизода серијала. Док су реакције на серијал и Пулманов лик биле помешане, критичари су похвалили његову глуму и 2012. године био је номинован за награду Сатурн у категорији за најбољег споредног глумца на телевизији.
Дејнс је бивши наставник који је злостављао неколико својих ученица и на крају убио једну од њих. Осуђен је на смрт, али на дан његовог погубљења − такозвани „Дан чуда”, када је смрт прекинута широм света − Дејнс преживљавају сопствену смртоносну инјекцију. Његово преживљавање привлачи глобалну пажњу, а потом је пуштен из затвора због правних и техничких разлога. Пошто му је стручњак за односе с јавношћу Џили Кицинџер (Лорен Амброз) понудила и излагање и заштиту, он постаје њен клијент, што му помаже да стекне већи публицитет. Након низа догађаја, он на крају помаже Торчвуду, тиму састављеном од два бивша ловаца на ванземаљце и двоје бивших агената ЦИА-е, у њиховом задатку да врате смрт у свет. Дејнс је убијен у последњој епизоди серијала; када је смрт обновљена, он са једним од непријатеља тима Торчвуда извршава убиство-самоубиство.
Критичари су коментарисали сличност лика са убицама из хорор филмова као што су Фреди Кругер и Ханибал Лектер, као и са америчким јеванђелистима и библијским Исусом Христом. Серија такође прати успон и пад Дејнса у очима јавности и несигурност славе. Иако су критичари доводили у питање мудрост имања педофила као лика, креативни тим серије био је упоран да су га намерно учини недопадљивим. Убијајући лик, креативни тим није желео да укаже да се лик искупио за своје раније злочине и побринуо се да то буде наглашено чак и у његовом последњем чину самопожртвовања. Пулман је изразио занимање да понови улогу у неком будућем серијалу Торчвуда.

## Појављивања
Прва сцена Дана чуда приказује Освалда Данаса како преживљава погубљење смртоносном инјекцијом услед спонтаног престанка смрти. Његови адвокати успешно износе аргумент више силе; због тога је гувернер Кентакија био приморан да пусти Дејнса на условну слободу. Дејнс прихвата понуду за заступање од руководиоца за односе с јавношћу Џили Кицинџер (Лорен Амброз) пошто је његова слава довела до тога да је нападнут у јавности, што је довело до тога да постане портпарол Фикорпа, фармацеутске компаније која се нада да ће профитирати од одсуства смрти. Током Торчвудове истраге о Фикорпу, Џек Харкнес (Џон Бароуман) се суочава са Дејнсом који се хвали да је убио своју ученицу, називајући то „најбољим тренутком у мом животу”. Напетости настају између Кицинџерове и Дејнса када га је у медијима замрачила политичарка Покрета чајанке, Елис Хартли Монро (Мер Винигем), и њена кампања „Мртви су мртви”. Дејнс покреће ad hoc рекламни трик; видео на којем Дејнс држи и теши девојчицу постаје виралан и доводи до опадања Монроине медијске пажње. На „Митингу Чуда” који је одржао Фикорп у Лос Анђелесу, Дејнс држи страствени говор, изјављујући своје уверење да је човечанство еволуирало у „вечне анђеле” и ужива у публици која му скандира.
Његова кратка медијска каријера завршава у епизоди „Крај пута”. Док је био у хотелу у Даласу у Тексасу, проститутка по имену Клер (Меган М. Дафи) му каже да треба да буде класификован као „нулта категорија”. Кицинџерова открива да је то пресуда која би осудила злочинце попут Дејнса да буду спаљени и да је његових пет минута прошло. Дејнс се прокријумчарио у Велс, где стиже у дом агенткиње Торчвуда Гвен Купер (Ив Мајлс). Пошто је украо Кицинџерин лаптоп, Дејнс открива да је оставила трагове о месту на ком се налази „Благослов” у погрешно преведеним вестима из Кине и Аргентине. У страху да би Гвенин муж и отац њене ћерке, Рис (Кај Овен), могао да убије Дејнса, она и Харкнес га одводе у Шангај. У епизоди „Крвна линија”, Харкнес спаја Дејнса експлозивом и користи га као осигурање за свој и Гвенин живот док се суочавају са Породицама, починиоцима „Чуда”. Када је смрт обновљена, Дејнс задржава Мајку (Френсис Фишер), вођу Породица пре него што су обоје детонирани. Последњим речима изјављује да ће поново јурити „безобразне девојчице” у паклу.

## Кастинг и карактеризација
Часопис SFX је приметио да су, када је лик први пут откривен, неки чланови јавности довели у питање моралност приказивања таквог лика у научнофантастично-акционој серији. У августу 2010. репортер са веб-сајта AfterElton је такође изјавио извршним продуцентима серије да су неки од њихових читалаца били узнемирени и забринути због детаља приче. Избор Пулмана за улогу Дејнса најављен је 15. децембра 2010. године. Пре него што је добио улогу Дејнса, Пулман је публици био најпознатији по својој улози председника САД у филму Дан независности. Када је Пулман питао извршну продуценткињу Џули Гарднер зашто је продукцијска екипа тражила њега за улогу, она је одговорила да је разлог био то што је био перципиран као „амерички мезимац”, што је он протумачио као да желе да дестабилизују гледаоце. Творац Торчвуда Расел Т. Дејвис приметио је да му је, пошто је изразио занимање да улогу игра Пулман, речено да „нема шансе”. Иако је Пулман био свестан Торчвуда пошто је имао пријатеља који је „проповедао” о њој, није је погледао пре него што је добио улогу. Читајући сценарије, Пулман је прокоментарисао да је био задивљен колико добро серија „познаје себе” и снагу гласа сваког лика. У интервјуу за Zap2it приметио је да мисли да је добио најбољу улогу у серији. Такође је приметио да је био спреман за ту улогу, пошто је играо друге проблематичне ликове у прошлости, и поновио да га је сценарио привукао овој улози, додајући: „Мислим да не бих могао да играм убицу деце само ради убице деце.”
Блог io9 је сматрао да је лик Дејнса мешавина Фредија Кругера и Исуса. Коментаришући поређење са Христом, Пулман је сматрао да је његов лик нека врста „Исусовог двојника или тако нешто”. За Дејнса је изјавио: „Као да је био у пустињи, а сада се враћа, и постоји одређени начин на који и даље задржава понос.”. SFX је описао Дејнсово путовање као пут од лика типа Ханибала Лектора до Билија Грејама или месијанске фигуре. Пулман је приметио да Освалдов неуспех да умре „постаје стожер за цео свет који се променио”; сматрао је да је његов лик био интелигентан и да је знао да може да пружи поруку коју људи желе да чују. Говорећи о паду Дејнса из милости јавности, сценаристкиња серије Џејн Еспенсон објашњава да се „човечанство не хвата за јунаке на дуге стазе” и да је Дејнсов пад са славе био начин да се његов лук учини реалнијим. Иако је Дејнс умро помажући тиму Торчвуда, Еспенсонова је приметила да „нисмо хтели да потпуно искупимо овог ужасног, ужасног човека”, коментаришући да је његова смрт замишљена као „искупљење и праведна казна”. Нила Дебнат из новина The Independent приметила је да, иако је лик Дејнса „постао допадљив на неки чудан начин”, његове последње сцене „понављају колико је одвратан био” и да је право време да напусти главну глумачку поставу.

## Пријем
Чарли Џејн Андерс са блога io9 са надахнућем је прокоментарисала улогу Дејнса, наводећи да је „можда највеће чудо у Дану чуда била изведба Била Пулмана”. Андерсова је навела да путовање овог лика „изгледа бизарно и мало вероватно, али Пулман га чини успешним”. Мајки О’Конел из Zap2it-а упоредио је Пулманову улогу са Џоном Литгоуом у улози Тринити убице у серији Декстер, истичући осећај „познатог, утешног глумца кога сте гледали деценијама” који је „обузет нечим сасвим другим”. У осврту на прву епизоду, Ден Мартин из The Guardian-а је изнео мишљење да је Пулман „украо шоу као обмањивачки психопата Освалд Дејнс”, предвиђајући да би „његов лик могао да нам пружи један од најубедљивијих наратива”. Рецензирајући пету епизоду серијала, Нила Дебнат из новина The Independent рекла је за Пулмана да је „до сада пружио изванредну интерпретацију као Дејнс, која је повремено нагињала претераности, али никада није прешла ту границу”. Међутим, Дебнатова је сматрала да је код кључне сцене у којој Дејнс одржава јавни говор „та граница коначно пређена”, верујући да је сцена „клишеизирана” и да је „невероватно да би могао одмах да освоји бесну линч-руљу у тако кратком року”.
Гавин Фулер из The Daily Telegraph-а похвалио је Пулманово тумачење Дејнса, издвајајући га као најјачу улогу у серији поред главне глумице Ив Мајлс. Фулер је такође сматрао да је давање истакнутог фокуса тако неприличном лику и омогућавање му да се искупи у последњој епизоди „засигурно био храбар потез Дејвиса”. У рецензији тога шта је функционисало у четвртом серијалу, а шта није, Морган Џефри са веб-сајта Digital Spy изјавио је да је „Бил Пулман максимално искористио своју улогу Освалда Дејнса, будући да је био изузетно харизматичан и потпуно одбојан у њеном тумачењу”. Џефри је изјавио да „никада не волимо Освалда, али Пулманов слојевит наступ осигурава да често саосећамо са њим, пре него што нам се тепих брзо извуче испод ногу кад он учини још један гнусан злочин”. За своју улогу Дејнса, Пулман је био номинован за награду Сатурн у категорији за најбољег споредног глумца на телевизији.